# Drama Special Series
Drama Special Series (hangul: 드라마 스페셜 연작시리즈; rr: Deulama Seupesyeol Yeonjagsilijeu) foi um programa semanal da KBS2 que mostra vários episódios de dramas curtos, com cada história tendo um elenco, diretor e roteirista diferentes. O formato é baseado em Drama Special, programa da KBS.

## Drama Special Series

### 1ª Temporada
| Data                                | Título                 | Episódios | Elenco | Roteirista                    | Diretor        | Ref.  |
| ----------------------------------- | ---------------------- | --------- | --- | ----------------------------- | -------------- | ----- |
| 11–18 de dezembro de 2010           | Rock, Rock, Rock       | 4         | No Min-woo, Hong Ah-reum, Jang Kyung-ah, Noh Min-hyuk, Devin Kim, Bang Joong-hyun, Kang Doo, Kim Yoon-tae, Kim Jong-seo, Jo Soon-chang, Heo Jung-gyoo                                                                | Park Kyung-sun, Bang Hyo-geum | Lee Won-ik     | [ 1 ] |
| 2–23 de janeiro de 2011             | Special Task Force MSS | 4         | Oh Man-seok, Son Hyun-joo, Lee Kyung-jin, Ahn Suk-hwan, Go Myung-hwan, Yoon Hae-young, Kim Young-jae, Min Ji-ah, Lee Chul-min, Han Tae-il, Lee Jung-yong, Yoon Joo-sang, Kang Nam-gil, Kang Chul-sung, Jin Yong-wook | Park Ji-sook                  | Han Joon-seo   | [ 2 ] |
| 30 de janeiro – 20 de março de 2011 | White Christmas        | 8         | Kim Sang-kyung, Baek Sung-hyun, Kim Young-kwang, Lee Soo-hyuk, Kwak Jung-wook, Hong Jong-hyun, Esom, Kim Woo-bin, Sung Joon, Jung Suk-won, Lee El, Yoo Jang-young                                                    | Park Yeon-seon                | Kim Yong-soo   | [ 3 ] |
| 27 de março – 3 de abril de 2011    | 400-year-old Dream     | 2         | Han Eun-jung, Ryu Tae-joon, Ahn Byung-kyung, Seo Ji-young, Kim Byung-chan, Heo Jae-ho, Kim Hyung-mi, Kim Chun-man, Yoo Jong-geun, Choo Seung-wook                                                                    | Chae Hye-young, Kim Shin-tae  | Moon Young-jin | [ 4 ] |
| 10 de abril – 1 de maio de 2011     | Hair Show              | 4         | Baek Jin-hee, Lee Seung-hyo, Cha Soo-yeon, Hyun Woo, Kim Young-ran, Kim Mi-kyung, Lee Yoon-sung, Ahn Yong-joon, Choi Yoon-so, Marco, Oh Na-mi                                                                        | Heo Sung-hye                  | Moon Joon-ha   | [ 5 ] |
| 8–29 de maio de 2011                | Perfect Spy            | 4         | Kim Heung-soo, Yoo In-young, Lee Hee-joon, Lee Dae-yeon, Seo Hyun-chul, Jang Shin-young, Uhm Tae-goo, Son Hyun-joo, Ricky Kim, Park Jae-woong, Jo Chang-geun, Chae Byung-chan, Jung Woo-hyuk                         | Han Sang-un                   | Park Hyin-seok | [ 6 ] |

### 2ª Temporada
| Data         | Título                                                 | Episódios | Elenco                                                       | Ref.   |
| ------------ | ------------------------------------------------------ | --------- | ------------------------------------------------------------ | ------ |
| 2011-Dez-04  | For My Son                                             | 4         | Choi Soo-jong, Hwang Soo-jung, Jang Hyun-sung, Park Won-sang | [ 7 ]  |
| 2012-Jan-01  | Amore Mio                                              | 4         | Jung Woong-in, Kim Bo-kyung, Kim Young-jae, Dana             | [ 8 ]  |
| 2012-Fev-12  | Little Girl Detective Park Hae-sol                     | 4         | Nam Ji-hyun, Kim Joo-young, Lee Min-woo, Kim Hyun-kyun       | [ 9 ]  |
| 2012-Fev-29  | Just an Ordinary Love Story                            | 4         | Yoo Da-in, Yeon Woo-jin, Kim Mi-kyung                        | [ 10 ] |
| 2012-Mar-11  | The Brightest Moment in Life                           | 2         | Yeo Min-joo, Kim Hee-jung, Kim Do-yun                        | [ 11 ] |
| 2012-Mar-25  | The True Colors of Gang and Cheol                      | 4         | Oh Man-seok, Hong Soo-ah, Go Myung-hwan, Lee Kan-hee         | [ 12 ] |
| 2012-Abr-22  | Missing Case of National Assembly Member Jung Chi-sung | 4         | Yu Oh-seong, Nam Sung-jin, Lee In-hye                        | [ 13 ] |
| 2012-Maio-20 | SOS - Save Our School                                  | 2         | Jung Woong-in, Seo Shin-ae, Kim Ae-ran                       | [ 14 ] |

### 3ª Temporada
| Data        | Título                                   | Episódios | Elenco                                               | Ref.          |
| ----------- | ---------------------------------------- | --------- | ---------------------------------------------------- | ------------- |
| 2013-Jan-06 | Sirius / 시리우스                        | 4         | Seo Jun-young, Ryu Seung-soo, Uhm Hyun-kyung         | [ 15 ]        |
| 2013-Feb-17 | Their Perfect Day / 그녀들의 완벽한 하루 | 4         | Song Seon-mi, Shin Dong-mi, Kim Se-ah, Byun Jung-soo | [ 16 ]        |
| 2013-Mar-17 | Like a Fairytale / 동화처럼              | 4         | Lee Chun-hee, Choi Yoon-young, Kim Jung-san          | [ 17 ] [ 18 ] |
| 2013-Jul-10 | Puberty Medley / 사춘기 메들리           | 4         | Kwak Dong-yeon, Lee Se-young, Kwak Jung-wook         | [ 19 ]        |